# Teorema de Miller
El teorema de Miller fa referència al procés de creació de circuits equivalents. Afirma que un element d'impedància flotant, subministrat per dues fonts de tensió connectades en sèrie, es pot dividir en dos elements connectats a terra amb les impedàncies corresponents. També hi ha un teorema de Miller dual pel que fa a la impedància subministrada per dues fonts de corrent connectades en paral·lel. Les dues versions es basen en les dues lleis de circuit de Kirchhoff.
Els teoremes de Miller no són només expressions matemàtiques pures. Aquests arranjaments expliquen fenòmens de circuits importants sobre la modificació de la impedància (efecte Miller, terra virtual, bootstrapping, impedància negativa, etc) i ajuden a dissenyar i entendre diversos circuits comuns (amplificadors de retroalimentació, convertidors resistius i dependents del temps, convertidors d'impedància negativa, etc.). Els teoremes són útils en 'anàlisi de circuits' especialment per analitzar circuits amb retroalimentació i certs amplificadors de transistors a freqüències altes
Hi ha una estreta relació entre el teorema de Miller i l'efecte Miller: el teorema es pot considerar com una generalització de l'efecte i l'efecte es pot pensar com un cas especial del teorema.

## Teorema de Miller (per a tensions)

### Definició
El teorema de Miller estableix que en un circuit lineal, si existeix una branca amb impedància {\displaystyle Z}, connectant dos nodes amb tensions nodals {\displaystyle V_{1}} i {\displaystyle V_{2}}, podem substituir aquesta branca per dues branques que connecten els nodes corresponents a terra per impedàncies respectivament {\displaystyle {\frac {Z}{1-K}}} i {\displaystyle {\frac {KZ}{K-1}}}, on {\displaystyle K={\frac {V_{2}}{V_{1}}}}. El teorema de Miller es pot demostrar utilitzant la tècnica de xarxa equivalent de dos ports per substituir els dos ports pel seu equivalent i aplicant el teorema d'absorció de la font Aquesta versió del teorema de Miller es basa en la llei de voltatge de Kirchhoff; per aquesta raó, s'anomena també teorema de Miller per a les tensions.

### Explicació

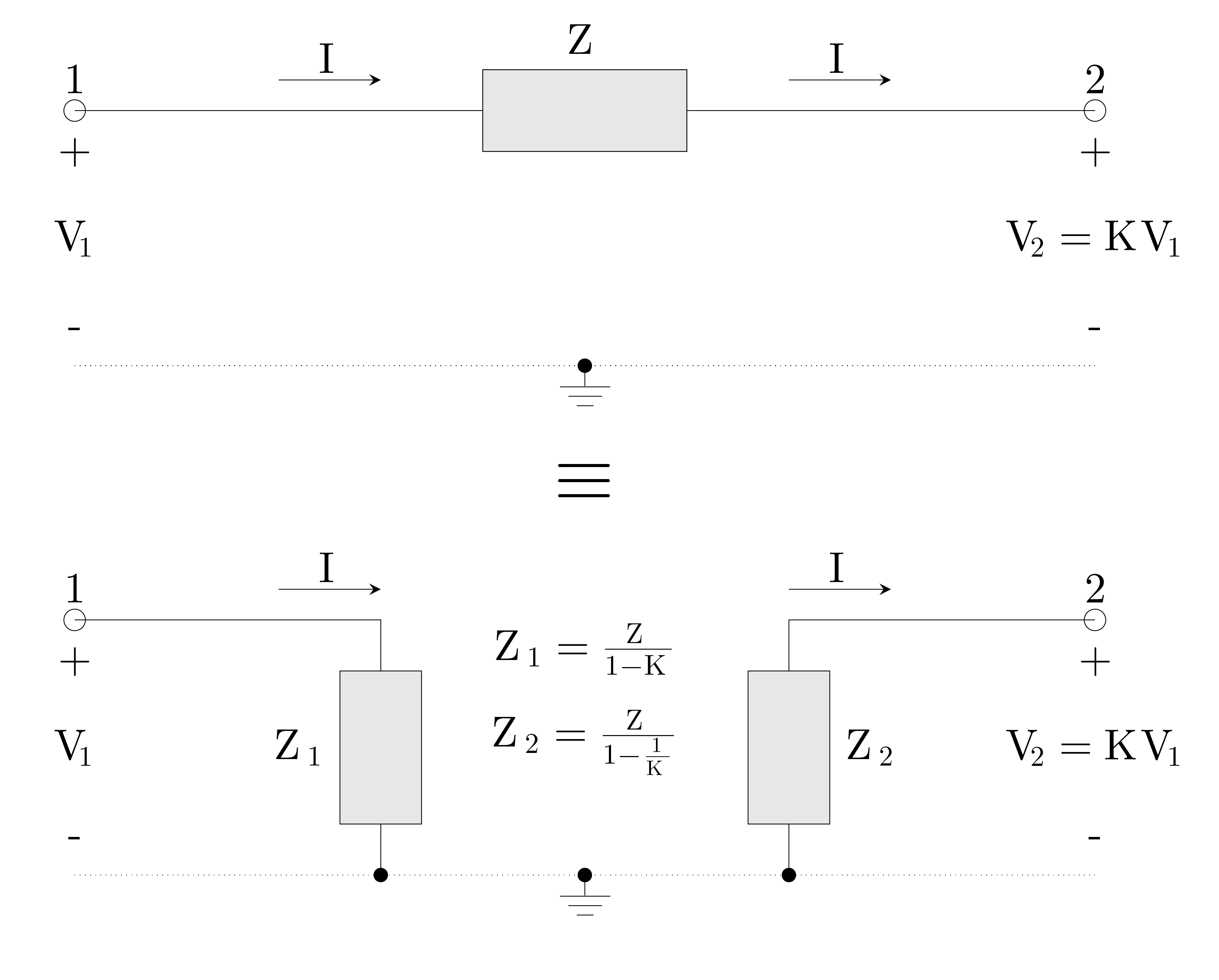
Un esquema sobre el teorema de Miller

El teorema de Miller implica que un element d'impedància és subministrat per dues fonts de tensió arbitràries (no necessàriament dependents) que estan connectades en sèrie a través de la terra comú. A la pràctica, un d'ells actua com a font de tensió principal (independent) amb tensió {\displaystyle V_{1}} i l'altre: com a font de tensió addicional (depenent linealment) amb tensió {\displaystyle V_{2}=K{V_{1}}}. La idea del teorema de Miller (modificar les impedàncies del circuit vistes des dels costats de les fonts d'entrada i sortida) es revela a continuació comparant les dues situacions, sense i amb la connexió d'una font de tensió addicional. {\displaystyle V_{2}}.
Si {\displaystyle V_{2}} eren zero (no hi havia una segona font de tensió ni l'extrem dret de l'element amb impedància {\displaystyle Z} acabava de posar a terra), el corrent d'entrada que flueix a través de l'element es determinarà, segons la llei d'Ohm, només per {\displaystyle V_{1}}
{\displaystyle I_{in0}={\frac {V_{1}}{Z}}}
i la impedància d'entrada del circuit seria
{\displaystyle Z_{in0}={\frac {V_{1}}{I_{in0}}}=Z.}
Com que s'inclou una segona font de tensió, el corrent d'entrada depèn de les dues tensions. Segons la seva polaritat, {\displaystyle V_{2}} es resta o s'afegeix {\displaystyle V_{1}} ; per tant, el corrent d'entrada disminueix/augmenta
{\displaystyle I_{in}={\frac {V_{1}-V_{2}}{Z}}={\frac {(1-K)}{Z}}{V_{1}}={(1-K)}{I_{in0}}}
i la impedància d'entrada del circuit vist des del costat de la font d'entrada augmenta/disminueix en conseqüència
{\displaystyle Z_{in}={\frac {V_{1}}{I_{in}}}={\frac {Z}{1-K}}.}
Per tant, el teorema de Miller expressa el fet que connectar una segona font de tensió amb tensió proporcional {\displaystyle V_{2}=K{V_{1}}} en sèrie amb la font de tensió d'entrada canvia la tensió efectiva, el corrent i, respectivament, la impedància del circuit vist des del costat de la font d'entrada. Depenent de la polaritat, {\displaystyle V_{2}} actua com a font de tensió suplementària ajudant o oposant-se a la font de tensió principal a fer passar el corrent a través de la impedància.
A més de presentar la combinació de les dues fonts de tensió com una nova font de tensió composta, el teorema es pot explicar combinant l'element real i la segona font de tensió en un nou element virtual amb una impedància modificada dinàmicament. Des d'aquest punt de vista, {\displaystyle V_{2}} és una tensió addicional que augmenta/disminueix artificialment la caiguda de tensió {\displaystyle V_{z}} a través de la impedància {\displaystyle Z} disminuint/augmentant així el corrent. La proporció entre les tensions determina el valor de la impedància obtinguda (vegeu les taules següents) i dóna en total sis grups d'aplicacions típiques.
| {\displaystyle V_{2}} vs {\displaystyle V_{1}} | {\displaystyle V_{2}=0} | {\displaystyle 0<V_{2}<V_{1}} | {\displaystyle V_{2}=V_{1}} | {\displaystyle V_{2}>V_{1}}     |
| Impedància                                     | normal                  | augmentat                     | infinit                     | negatiu amb inversió de corrent |

| {\displaystyle V_{2}} vs {\displaystyle V_{z}} | {\displaystyle V_{2}=0} | {\displaystyle 0<V_{2}<V_{z}} | {\displaystyle V_{2}=V_{z}} | {\displaystyle V_{2}>V_{z}}    |
| Impedància                                     | normal                  | disminuït                     | zero                        | negatiu amb inversió de tensió |

La impedància del circuit, vista des del costat de la font de sortida, es pot definir de manera similar, si les tensions {\displaystyle V_{1}} i {\displaystyle V_{2}} s'intercanvien i el coeficient {\displaystyle K} es substitueix per {\displaystyle {\frac {1}{K}}}
{\displaystyle Z_{in2}={\frac {{K}{Z}}{K-1}}.}

### Implementació

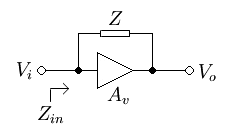
Una implementació típica del teorema de Miller basada en un amplificador de tensió d'un sol extrem

Amb més freqüència, el teorema de Miller es pot observar i implementar-lo en una disposició que consisteix en un element amb impedància. {\displaystyle Z} connectat entre els dos terminals d'una xarxa lineal general posada a terra. Normalment, un amplificador de tensió amb guany de {\displaystyle A_{V}=K} serveix com a xarxa lineal, però també altres dispositius poden exercir aquest paper: una persona i un potenciòmetre en un mesurador potenciomètric de balanç nul, un integrador electromecànic (servomecanismes que utilitzen sensors de retroalimentació potenciomètrics), etc.
A la implementació de l'amplificador, la tensió d'entrada {\displaystyle V_{i}} serveix com a {\displaystyle V_{1}} i la tensió de sortida {\displaystyle V_{o}} com {\displaystyle V_{2}}. En molts casos, la font de tensió d'entrada té una certa impedància interna {\displaystyle Z_{int}} o es connecta una impedància d'entrada addicional que, en combinació amb {\displaystyle Z}, introdueix un comentari. Depenent del tipus d'amplificador (no inversor, inversor o diferencial), la retroalimentació pot ser positiva, negativa o mixta.
La disposició de l'amplificador Miller té dos aspectes:
- l'amplificador es pot pensar com una font de tensió addicional que converteix la impedància real en una impedància virtual (l'amplificador modifica la impedància de l'element real)
- la impedància virtual es pot pensar com un element connectat en paral·lel a l'entrada de l'amplificador (la impedància virtual modifica la impedància d'entrada de l'amplificador).

### Aplicacions
La introducció d'una impedància que connecta els ports d'entrada i sortida de l'amplificador afegeix una gran complexitat en el procés d'anàlisi. El teorema de Miller ajuda a reduir la complexitat d'alguns circuits especialment amb retroalimentació convertint-los en circuits equivalents més simples. Però el teorema de Miller no és només una eina eficaç per crear circuits equivalents; també és una potent eina per dissenyar i entendre circuits basats en modificar la impedància per tensió addicional. Depenent de la polaritat de la tensió de sortida enfront de la tensió d'entrada i de la proporció entre les seves magnituds, hi ha sis grups de situacions típiques. En alguns d'ells, el fenomen Miller apareix com a efectes no intencionats desitjats (bootstrapping) o no desitjats (efecte Miller); en altres casos s'introdueix intencionadament.

## Teorema de Miller dual (per a corrents)

### Definició
També hi ha una versió dual del teorema de Miller que es basa en la llei actual de Kirchhoff ( teorema de Miller per a corrents ): si hi ha una branca en un circuit amb impedància {\displaystyle Z} connectant un node, on dos corrents {\displaystyle I_{1}} i {\displaystyle I_{2}} convergeixen a terra, podem substituir aquesta branca per dos conductors dels corrents referits, amb impedàncies iguals respectivament a {\displaystyle (1+\alpha )Z} i {\displaystyle {\frac {(1+\alpha )Z}{\alpha }}}, on {\displaystyle \alpha ={\frac {I_{2}}{I_{1}}}}. El teorema dual es pot demostrar substituint la xarxa de dos ports pel seu equivalent i aplicant el teorema d'absorció de la font.